# Ashtabula montana
Ashtabula montana là một loài nhện trong họ Salticidae.
Loài này thuộc chi Ashtabula. Ashtabula montana được Arthur Merton Chickering miêu tả năm 1946.